# 타피오 라우타바라
카이 타피오 라우타바라(핀란드어: Kaj Tapio Rautavaara, 1915년 3월 8일 ~ 1979년 9월 25일)는 핀란드의 육상 선수이자, 가수와 배우이기도 하였다.
노키아에서 미혼모에게 태어난 라우타바라는 몇몇의 스포츠에서 선수, 그리고 가수와 배우로서 명성을 얻었다. 학교를 마친 후에 해군에 입대하였다. 제2차 세계 대전이 일어나는 동안에 육군으로 옮겨 전선에서 싸우는 데 2년을 보냈다.
전쟁이 끝난 후, 라우타바라는 창던지기 선수로서 경연에 나갔으며, 1948년 런던 올림픽에서 금메달을 획득하였다. 거기에 추가로 1946년 유럽 선수권 3위를 하고, 5회의 국내 챔피언(1944~45, 1947~49)이었다.
그러나 그는 또한 최고의 양궁 선수였으며, 1958년 세계 단체 선수권을 우승한 핀란드 팀에 속하였고 1955년 국내 양궁 챔피언이었다.
라우타바라는 자신의 노래와 연기로 핀란드에서 최고로 기억되는 편이다. 1950년대와 1960년대 초반에 핀란드 순회 공연을 가져 300개 이상의 노래들을 녹음하였다. 전쟁이 끝나자 그는 영화와 텔레비전에서 연기하기 시작하고 20개 이상의 영화에 출연하였다.
1979년 9월 25일 반타에 있는 티쿠릴라 수영 센터에서 미끄러져 쓰러진 그는 바닥에 자신의 머리를 부딪치고 말았다. 그는 바로 병원으로 바로 옮겨졌지만 가벼운 부상으로 여긴 병원 측의 오판으로 간단한 조치만 받고 퇴원하였으나 다음 날 밤에 헬싱키의 자택에서 뇌졸중으로 사망하였다.